# Åtvidabergs samrealskola
Åtvidabergs samrealskola var en realskola i Åtvidaberg verksam från 1918 till 1967.

## Historia
Skolan föregicks av en privat samskola som 1909 ombildades till en högre folkskola. 1918 inrättades en kommunal mellanskola.  Denna ombildades från 1945 successivt till Åtvidabergs samrealskola.
Realexamen gavs från 1918 till 1967.
Skolbyggnaden var från 1895 och revs 1985.